# バングラデシュとフィリピンの関係
バングラデシュとフィリピンの関係（バングラデシュとフィリピンのかんけい）では、バングラデシュとフィリピンの二国間関係について述べる。

## 歴史
フィリピンは1972年2月24日にバングラデシュを承認、外交関係を樹立した。フィリピンは1971年に独立したバングラデシュをいち早く承認した国の1つである。バングラデシュはフィリピン駐在大使を派遣しており、フィリピンも同様にバングラデシュ駐在大使を派遣している。バングラデシュは1981年にフィリピンで大使館を開設した。

## 経済関係
2013年-2014年の財政年度において、バングラデシュの対フィリピン輸入総額は1,932万米ドルで輸出総額は7,822万米ドルだった。バングラデシュはフィリピンの南アジアにおける3位の貿易相手国である。バングラデシュ＝フィリピン商工会議所（Bangladesh-Philippines Chamber of Commerce and Industry）は二国間貿易の頂点となる団体である。2016年2月のバングラデシュ銀行強盗事件において、8,100万米ドルがバングラデシュ銀行から盗まれたが、その資金洗浄はフィリピンの銀行を通じて行われた。そのうち、フィリピンは1,500万ドルを回収した。